# Parapanope euagora
Parapanope euagora is een krabbensoort uit de familie van de Galenidae. De wetenschappelijke naam van de soort is voor het eerst geldig gepubliceerd in 1895 door de Man.